# 薩弘恪
薩 弘恪 （さつ こうかく、生没年不詳）は、飛鳥時代から奈良時代にかけての官吏。7世紀後半に唐から倭（日本）へ帰化した渡来人。持統天皇の時代の音博士。

## 経歴
『日本書紀』巻第三十に、続守言（しょくしゅげん）と一緒にしばしば名前があげられている。続は660年に滅亡した百済の遺臣の捕虜となり、その後倭に送られたが、薩が来倭した経緯は全く不明である。
持統天皇3年（689年）6月に次の記事がある。
この直後に飛鳥浄御原令が公布されていることから、その編纂に従事していたとも推測されている。続けて、持統天皇5年（691年）の記事で「音博士」と記されている。
『続日本紀』巻第十に掲載されている神亀6年（729年）4月（8月5日に天平に改元）の勅令によると、諸国から入京する兵衛を養うための物資は出身地の郡司に位階に応じておさめさせるとあり、その納付法として上等のあしぎぬ1疋を銀2両、庸の綿は小8斤、庸の麻布を4段、米は1石を銀1両とみなした上で、出身地の産物を1人当り銀20両で出させる、となっている。
さらに持統天皇6年（692年）の記事でも「音博士」とある。
最終的には、生活費として、物資や銀ではなく土地を支給することになり、朝廷での地位が向上していった。
『続日本紀』巻第一によると、文武天皇4年（700年）、刑部親王以下19人と共に大宝律令撰定に加わり、その功績によって白猪史骨・土師宿禰甥らと共に禄を与えられたが、この時の位階は「勤大壱」（正六位上に相当）である。
以後の事績は不明である。

## 日本書紀著作者の一人か
言語学者の森博達は、持統朝に編纂された日本初の正史『日本書紀』について、具体的な作者を続守言・薩弘恪と推定している。また、700年以降の記録が見えないことから、『日本書紀』の編纂途中で隠退または死亡したとしている。詳しくは続守言の項を参照。

## 日本の国号に関与か
また『新唐書』日本伝によると、倭王の總持（持統天皇か）は夏音（漢音）を習って「倭」の国名は良くないとして「日本」と改めたという。この記事が正しければ、薩弘恪らは国号の変更にも直接的に関与したことになる。詳しくは続守言の項を参照。